# Utricularia arnhemica
Utricularia arnhemica är en tätörtsväxtart som beskrevs av Peter Geoffrey Taylor. Utricularia arnhemica ingår i släktet bläddror, och familjen tätörtsväxter. Inga underarter finns listade i Catalogue of Life.